# Elmomorphus naviculus
Elmomorphus naviculus is een keversoort uit de familie ruighaarkevers (Dryopidae). De wetenschappelijke naam van de soort werd in 1973 gepubliceerd door Delève.